# 那珂湊テレビ中継局
座標: 北緯36度21分33.8秒 東経140度36分54.5秒 / 北緯36.359389度 東経140.615139度
那珂湊テレビ中継局（なかみなとテレビちゅうけいきょく）は、茨城県ひたちなか市と東茨城郡大洗町に置かれているテレビ中継局である。

## 概要
- 当テレビ中継局は、アナログでは大洗町磯浜町に、デジタルではひたちなか市平磯町にそれぞれ置かれ、ひたちなか市内などへ電波を発射している。
- なお、アナログテレビの中継局名に那珂湊が付されているが、ひたちなか市の那珂湊地域には施設はなかった。

## 送信施設

### デジタルテレビ中継局
| リモコンキーID | 放送局名            | 物理チャンネル | 空中線電力 | ERP   | 放送対象地域 | 放送区域内世帯数 | 開局日        |
| 1              | NHK水戸総合テレビ   | 31ch           | 50mW       | 160mW | 茨城県       | 1690世帯         | 2009年10月5日 |
| 2              | NHK東京教育テレビ   | 26ch           | 50mW       | 165mW | 全国         | 1690世帯         | 2009年10月5日 |
| 4              | NTV日本テレビ放送網 | 25ch           | 50mW       | 165mW | 関東広域圏   | 1690世帯         | 2009年10月5日 |
| 5              | EXテレビ朝日        | 24ch           | 50mW       | 165mW | 関東広域圏   | 1690世帯         | 2009年10月5日 |
| 6              | TBSテレビ           | 22ch           | 50mW       | 165mW | 関東広域圏   | 1690世帯         | 2009年10月5日 |
| 7              | TXテレビ東京        | 23ch           | 50mW       | 165mW | 関東広域圏   | 1690世帯         | 2009年10月5日 |
| 8              | CXフジテレビジョン  | 21ch           | 50mW       | 165mW | 関東広域圏   | 1690世帯         | 2009年10月5日 |

- 放送エリアは、ひたちなか市の一部地域。
- 所在地…ひたちなか市平磯町

### アナログテレビ中継局
| 放送局名            | チャンネル | 空中線電力        | 実効放射電力      | 放送対象地域 | 放送区域内世帯数 | 開局日         |
| NHK東京教育テレビ   | 35ch       | 映像10W /音声2.5W | 映像165W /音声41W | 全国         | 6,698世帯        | 1968年7月13日  |
| NHK東京総合テレビ   | 37ch       | 映像10W /音声2.5W | 映像165W /音声41W | 関東広域圏   | 6,698世帯        | 1968年7月13日  |
| NTV日本テレビ放送網 | 39ch       | 映像10W /音声2.5W | 映像150W /音声38W | 関東広域圏   | 6,698世帯        | 1975年8月27日  |
| TBSテレビ           | 41ch       | 映像10W /音声2.5W | 映像150W /音声38W | 関東広域圏   | 6,698世帯        | 1975年8月27日  |
| CXフジテレビジョン  | 43ch       | 映像10W /音声2.5W | 映像150W /音声38W | 関東広域圏   | 6,698世帯        | 1975年8月27日  |
| EXテレビ朝日        | 45ch       | 映像10W /音声2.5W | 映像150W /音声38W | 関東広域圏   | 6,698世帯        | 1975年8月27日  |
| TXテレビ東京        | 47ch       | 映像10W /音声2.5W | 映像150W /音声38W | 関東広域圏   | 6,698世帯        | 1991年12月11日 |

- 2011年7月24日で廃局。
- 所在地…東茨城郡大洗町磯浜町8037番地

## 備考
デジタル中継局の出力は通常アナログUHF中継局の10%であるが、当デジタル中継局は当アナログ中継局の5%である為、事実上の減力となる。